# Ламар (Пенсільванія)
Ламар (англ. Lamar) — переписна місцевість (CDP) в США, в окрузі Клінтон штату Пенсільванія. Населення — 561 особа (2020).

## Географія
Ламар розташований за координатами 41°0′36″ пн. ш. 77°31′24″ зх. д. / 41.01000° пн. ш. 77.52333° зх. д. (41.010035, -77.523444).  За даними Бюро перепису населення США в 2010 році переписна місцевість мала площу 2,92 км², з яких 2,89 км² — суходіл та 0,03 км² — водойми.

## Демографія
Згідно з переписом 2010 року, у переписній місцевості мешкали 562 особи в 236 домогосподарствах у складі 154 родин. Густота населення становила 192 особи/км².  Було 275 помешкань (94/км²).
Расовий склад населення:
| - 98,4 % — білих - 0,2 % — корінних американців - 0,2 % — азіатів |

До двох чи більше рас належало 0,7 %. Частка іспаномовних становила 0,5 % від усіх жителів.
За віковим діапазоном населення розподілялося таким чином: 19,9 % — особи молодші 18 років, 58,7 % — особи у віці 18—64 років, 21,4 % — особи у віці 65 років та старші. Медіана віку мешканця становила 42,3 року. На 100 осіб жіночої статі у переписній місцевості припадало 100,7 чоловіків;  на 100 жінок у віці від 18 років та старших — 102,7 чоловіків також старших 18 років.
Середній дохід на одне домашнє господарство  становив 57 615 доларів США (медіана — 41 094), а середній дохід на одну сім'ю — 69 830 доларів (медіана — 42 130). За межею бідності перебувало 9,5 % осіб, у тому числі 8,9 % дітей у віці до 18 років та 8,5 % осіб у віці 65 років та старших.
Цивільне працевлаштоване населення становило 304 особи. Основні галузі зайнятості: освіта, охорона здоров'я та соціальна допомога — 20,7 %, виробництво — 18,1 %, мистецтво, розваги та відпочинок — 15,5 %, будівництво — 13,2 %.